# ぼくはゆうしゃだぞ
『ぼくはゆうしゃだぞ』は、さとうまきこ著作の絵本作品。1990年9月発売。絵は原ゆたかが担当。

## あらすじ
主人公のひろくんはテレビゲームが大好きな男の子。ある日、勇者を操作してモンスターを倒していくゲームに熱中していると、突然勇者が止まって動かなくなってしまう。慌ててボタンをめちゃくちゃに押したその途端、テレビ画面から真っ白い煙と共に勇者が現れひろくんにこう言い出した。
「君はぼくをいつもモンスターと戦わせてばっかり。ぼくがどんなに苦労しているか、きみはちっとも知らない。たまには自分で戦ってみろよ。そうすりゃ僕の気持ちが分かるから。」
その直後、勇者に体をタッチされたひろくんは立場を入れ替えられ、ゲームの世界へと引きずり込まれてしまう。ゲームの主人公と化したひろくんの行く末やいかに…。